# Kaprekar-Konstante
Die Kaprekar-Konstante stammt aus der Zahlentheorie und ist eine natürliche Zahl, welche durch einen bestimmten iterativen Algorithmus als Fixpunkt entsteht. Sie ist nach dem indischen Mathematiker D. R. Kaprekar (1905–1986) benannt, der diese Eigenschaft von Zahlen im Jahr 1949 zuerst für vierstellige Zahlen beschrieben hat.
Der Algorithmus sortiert die Ziffern einer Zahl und bildet die Differenz zwischen der Zahl mit der absteigenden und der mit der aufsteigenden Reihenfolge der Ziffern. Kaprekar zeigte, dass sich bei vierstelligen Dezimalzahlen, welche mindestens zwei unterschiedliche Ziffern besitzen, nach spätestens sieben Wiederholungen des Verfahrens die Zahl 6174 einstellt.

## Algorithmus zur Berechnung
Um die Kaprekar-Konstante einer drei-, vier-, sechs-, acht-, neun- oder zehnstelligen Dezimalzahl, bei der nicht alle Ziffern gleich sein dürfen, zu berechnen, ordnet man deren Ziffern einmal so, dass die größtmögliche Zahl ({\displaystyle a}) entsteht, und dann (ggf. mit führenden Nullen) so, dass die kleinstmögliche Zahl ({\displaystyle b}) entsteht. Dann bildet man die Differenz {\displaystyle d=a-b} und wendet das Verfahren auf das Resultat {\displaystyle d} erneut an. Das Verfahren mündet irgendwann in einen Zyklus, und wenn dieser die Länge eins hat, also eine Zahl {\displaystyle x} ständig wiederholt wird, nennt man {\displaystyle x} eine Kaprekar-Konstante.
Für ein-, fünf- und siebenstellige Dezimalzahlen lautet die Kaprekar-Konstante null. Alle sonstige Zahlen (mit 3, 4, 6 und mehr als 7 Stellen) haben die Null und mindestens eine Dezimalzahl (größer als 0) als Kaprekar-Konstante.

## Dreistellige Kaprekar-Konstante
Die Kaprekar-Konstante für dreistellige Zahlen beträgt stets {\displaystyle 495}.
Beispiel 1:
Ausgangszahl: {\displaystyle {734}}

{\displaystyle {\begin{aligned}743-347&=396\\963-369&=594\\954-459&=495\end{aligned}}}
Beispiel 2:
Ausgangszahl: {\displaystyle {29=(029)}}
{\displaystyle {\begin{aligned}920-029&=891\\981-189&=792\\972-279&=693\\963-369&=594\\954-459&=495\end{aligned}}}

## Vierstellige Kaprekar-Konstante
Die Kaprekar-Konstante für vierstellige Zahlen beträgt stets {\displaystyle 6174}. Der Zahlenraum schließt die Zahlen 1000 - 9998 ein, wobei alle Zahlen mit vier identischen Ziffern nicht Teil der Menge sind. Daraus ergeben sich 8991 mögliche Ausgangszahlen. Eine davon ist bereits der Fixpunkt {\displaystyle 6174}, und 356 ergeben mit einem Iterationsschritt den Fixpunkt. 519 führen mit zwei, 2124 mit drei, 1124 mit vier, 1379 mit fünf, 1508 mit sechs und 1980 mit sieben Schritten zum Fixpunkt.
Beispiel 1:
Ausgangszahl: {\displaystyle {4783}}
{\displaystyle {\begin{aligned}8743-3478&=5265\\6552-2556&=3996\\9963-3699&=6264\\6642-2466&=4176\\7641-1467&=6174\end{aligned}}}
Beispiel 2:
Ausgangszahl: {\displaystyle {1}=(0001)}
{\displaystyle {\begin{aligned}1000-0001&=0999\\9990-0999&=8991\\9981-1899&=8082\\8820-0288&=8532\\8532-2358&=6174\end{aligned}}}

## Weitere Beispiele
- Bei n-stelligen Zahlen, bei der alle Ziffern gleich sind, führt das beschriebene Verfahren, sofern man es für n-stellige Zahlen durchführt, immer auf die Zahl 0.

Beispiel 1:
Ausgangszahl: {\displaystyle {1111}} bei Anwendung für 4-stellige Zahlen
{\displaystyle {1111-1111=0000}}
Beispiel 2:
Ausgangszahl: {\displaystyle {1111}} bei Anwendung für 5-stellige Zahlen
{\displaystyle {\begin{aligned}11110-01111&=09999\\99990-09999&=89991\\99981-18999&=80982\\98820-02889&=95931\\99531-13599&=85932\\98532-23589&=74943\\97443-34479&=62964\\96642-24669&=71973\\97731-13779&=83952\\98532-23589&=74943\end{aligned}}}
womit man in einem Zykel mit 74943 angekommen ist (siehe 4 Zeilen vorher)
- Für zwei-, fünf- und siebenstellige Zahlen gibt es keine Kaprekar-Konstanten.
- Bei zweistelligen Zahlen führt das beschriebene Verfahren zu folgendem Zyklus:

9 → 81 → 63 → 27 → 45 → 9
- Bei fünfstelligen Zahlen führt das beschriebene Verfahren zu einem der folgenden drei Zyklen:

71973 → 83952 → 74943 → 62964 → 71973 (zum Beispiel bei der Ausgangszahl 33363)
75933 → 63954 → 61974 → 82962 → 75933 (zum Beispiel bei der Ausgangszahl 33364)
59994 → 53955 → 59994 (zum Beispiel bei der Ausgangszahl 33371)
- Bei sechsstelligen Zahlen führt das beschriebene Verfahren entweder zu einer von zwei Kaprekar-Konstanten oder zu einem Zykel der Länge 7:

549945 (zum Beispiel bei der Ausgangszahl 333838)
631764 (zum Beispiel bei der Ausgangszahl 333718)
420876 → 851742 → 750843 → 840852 → 860832 → 862632 → 642654 → 420876 (zum Beispiel bei der Ausgangszahl 333717)
- Bei siebenstelligen Zahlen führt das beschriebene Verfahren zu einem Zykel der Länge 8:

7509843 → 9529641 → 8719722 → 8649432 → 7519743 → 8429652 → 7619733 → 8439552 → 7509843
- Bei achtstelligen Zahlen führt das beschriebene Verfahren entweder zu einer von zwei Kaprekar-Konstanten oder zu einem Zykel der Länge 3 oder der Länge 7:

63317664 (zum Beispiel bei der Ausgangszahl 33371999)
97508421 (zum Beispiel bei der Ausgangszahl 33372113)
64308654 → 83208762 → 86526432 →  64308654 (zum Beispiel bei der Ausgangszahl 33372000)
43208766 → 85317642 → 75308643 → 84308652 → 86308632 → 86326632 → 64326654 → 43208766 (zum Beispiel bei der Ausgangszahl 33372001)
- Bei neunstelligen Zahlen führt das beschriebene Verfahren entweder zu einer von zwei Kaprekar-Konstanten oder (häufiger) zu einem Zykel der Länge 14:

554999445 (zum Beispiel bei der Ausgangszahl 333722277)
864197532 (zum Beispiel bei der Ausgangszahl 333722294)
865296432 → 763197633 → 844296552 → 762098733 → 964395531 → 863098632 → 965296431 → 873197622 → 865395432 → 753098643 → 954197541 → 883098612 → 976494321 → 874197522 → 865296432 (zum Beispiel bei der Ausgangszahl 333722278)
- Bei zehnstelligen Zahlen führt das beschriebene Verfahren entweder zu einer von drei Kaprekar-Konstanten oder (häufiger) zu einem von fünf Zykeln der Länge 3 bzw. der Länge 7:

6333176664 (zum Beispiel bei der Ausgangszahl 3337239999)
9753086421 (zum Beispiel bei der Ausgangszahl 3337240018)
9975084201 (zum Beispiel bei der Ausgangszahl 3337400599)
8655264432 → 6431088654 → 8732087622 → 8655264432 (zum Beispiel bei der Ausgangszahl 3337240004)
8653266432 → 6433086654 → 8332087662 → 8653266432 (zum Beispiel bei der Ausgangszahl 3337240001)
8765264322 → 6543086544 → 8321088762 → 8765264322 (zum Beispiel bei der Ausgangszahl 3337240023)
9775084221 → 9755084421 → 9751088421 → 9775084221 (zum Beispiel bei der Ausgangszahl 3337240017)
8633086632 → 8633266632 → 6433266654 → 4332087666 → 8533176642 → 7533086643 → 8433086652 → 8633086632 (zum Beispiel bei der Ausgangszahl 3337240000)

## Graphische Darstellung

Dreistellige Zahlen enden in der Kaprekar-Konstanten 495

Es folgt eine Darstellung, welche dreistelligen Zahlen wie in der Zahl 495 enden:

Vierstellige Zahlen enden in der Kaprekar-Konstanten 6174

Es folgt eine Darstellung, welche vierstelligen Zahlen wie in der Zahl 6174 enden:

## Wissenswertes
Die kleinsten Kaprekar-Konstanten sind die folgenden:
0, 495, 6174, 549945, 631764, 63317664, 97508421, 554999445, 864197532, 6333176664, 9753086421, 9975084201, 86431976532, 555499994445, 633331766664, 975330866421, 997530864201, 999750842001, 8643319766532, 63333317666664, … (Folge A099009 in OEIS)
Die Differenz-Bildungen nach der Kaprekar-Routine führen ab zweistelligen Dezimalzahlen immer zu einem n-fachen von 9, sodass alle generierten Differenzen und damit auch alle Kaprekar-Konstanten (> 0) durch 9 teilbar sind und damit keine Primzahlen sein können.
Beweisführung für 4-stellige Zahlen: 
Die Ziffern a > b, b >= c, c >= d.
1000a + 100b + 10c +1d – (1000d + 100c + 10b + 1a) = 999a + 90b – 90c – 999d
>>> 9 [111(a – d) + 10(b – c)]
Da jede Kaprekar-Konstante (> 0) durch 9 teilbar ist, ist sie auch durch 3 teilbar. Das hat zur Folge: wenn man fortlaufend die Summe der Kuben der Dezimalziffern von Kaprekar-Konstanten bildet, enden die Zahlenfolgen immer bei 153 (narzisstische Zahl) in einem Loop, da 13 + 53 + 33 wieder 153 ergibt. Beispiel: 6174 (vierstellige Kaprekar-Konstante) >>> 63 + 13 + 73 + 43 = 624 >>> 63 + 23 + 43 = 288 >>> 23 + 83 + 83 = 1032 >>> 13 + 03 + 33 + 23 = 36 >>> 33 + 63 = 243 >>> 23 + 43 + 33 = 99 >>> 93 + 93 = 1458 >>> 13 + 43 + 53 + 83 = 702 >>> 73 + 03 + 23 = 351 >>> 33 +53 + 13 = 153
Andererseits können mit Hilfe der Kaprekar-Routine von jeder n-stelligen Zahl, die nicht durch 9 teilbar ist, n-stellige Zahlen gebildet werden, die durch 9 teilbar sind. Beispiel: aus der zehnstelligen Dezimalzahl 4332087661, die nicht durch 9 teilbar ist, werden acht zehnstellige Zahlen, nämlich 8643086532, 8633086632, 8633266632, 6433266654, 4332087666, 8533176642, 7533086643 und 8433086652 gebildet, die durch 9 teilbar sind.

## Nicht zu verwechseln mit
- Kaprekar-Zahl